# Jules Lebreton
'Jules Marie Lebreton (Tours 1873 - Neuilly-sur-Seine 1956) foi um padre jesuíta francês. Foi professor de História das Origens Cristãs na Instituto Católico de Paris. Foi um historiador importante do Cristianismo e deixou várias obras teológicas e historiográficas.